# Oxysarcodexia trivialis
Oxysarcodexia trivialis är en tvåvingeart som först beskrevs av Wulp 1896.  Oxysarcodexia trivialis ingår i släktet Oxysarcodexia och familjen köttflugor. Inga underarter finns listade i Catalogue of Life.